# Strutînka, Lîpoveț
Strutînka (în ucraineană Струтинка) este o comună în raionul Lîpoveț, regiunea Vinnița, Ucraina, formată numai din satul de reședință.

## Demografie
Componența lingvistică a satului Strutînka
     Ucraineană (99,43%)
     Alte limbi (0,57%)
Conform recensământului din 2001, majoritatea populației satului Strutînka era vorbitoare de ucraineană (99,43%), existând în minoritate și vorbitori de alte limbi.